# Аси Оглари
Аси Оглари или Ааси Огулари (на гръцки: Ασή Ογλαρή или Αασή Ογουλαρή) е историческо село в Егейска Македония, Гърция, разположено на територията на дем Кукуш (Килкис), административна област Централна Македония.

## География
Селото е било разположено в планината Круша (Дисоро) край Фанарли (Трипотамос).

## История

### В Османската империя
През XIX век Аси Оглари е малко турско село в Авретхисарската каза на Османската империя. Според статистиката на Васил Кънчов („Македония. Етнография и статистика“) в 1900 година Ааси Огулари има 16 жители, всички турци.

### В Гърция
След Междусъюзническата война селото попада в Гърция. Селото се разпада през Първата световна война и след войната не е обновено. В 1927 година е заличено.
| Година    | 1913 | 1920 | 1928 | 1940 | 1951 | 1961 | 1971 | 1981 | 1991 | 2001 | 2011 | 2021 |
| --------- | ---- | ---- | ---- | ---- | ---- | ---- | ---- | ---- | ---- | ---- | ---- | ---- |
| Население | 16   |      |      |      |      |      |      |      |      |      |      |      |